# 馬爾季尼夫卡 (日梅林卡區)
49°5′13″N 28°0′53″E / 49.08694°N 28.01472°E
馬爾季尼夫卡（烏克蘭語：Мартинівка），是烏克蘭的村落，位於該國西南部文尼察州，由日梅林卡區負責管轄，始建於1786年，面積1.29平方公里，海拔高度264米，2001年统计的人口数为737，人口密度为每平方公里573.09人。